# Sebastian Karlsson (handball)
Pour les articles homonymes, voir Sebastian Karlsson.
Sebastian Karlsson, né le 21 janvier 1995 à Göteborg, est un handballeur international suédois évoluant au poste d'ailier droit.

## Biographie
Après avoir commencé sa carrière de handballeur dans son pays natal en Suède au IK Sävehof, il rejoint la France et le Montpellier Handball en 2023.
Avec l'équipe nationale de Suède, il est notamment médaillé de bronze au Championnat d'Europe 2024 puis participe aux Jeux olympiques de 2024 de Paris, terminés à la 7e place.

## Palmarès

### Sélection nationale
- Médaille de bronze au Championnat d'Europe 2024
- 7e place aux Jeux olympiques de 2024 de Paris

### Club
Compétitions internationales
- Ligue européenne (C3)
  - Finaliste en 2025
- Coupe Challenge (C4)
  - vainqueur (1) : 2014

Compétitions nationales
- Championnat de Suède
  - vainqueur (2) : 2019, 2021
- Coupe de Suède
  - vainqueur (1) : 2022
- Coupe de France
  - Vainqueur en 2025

### Distinctions individuelles
- Élu meilleur ailier gauche du championnat de Suède de la saison 2021/22 et 2022/23